# Hartyányi István
Hartyányi István (Vezseny, 1914. december 10. –1998) könyvkiadó, bibliográfus.

## Élete
A Debreceni Egyetemen 1940-ben történelem–földrajz szakos tanári oklevelet szerzett. Móricz Zsigmond ösztönzésére a Turul könyv- és lapterjesztő munkatársa, majd vezetője lett (Turul (folyóirat)). A kiadót a népi írók műveinek terjesztésére fejlesztette ki. 1945-ben megalapította a Misztótfalusi könyvkiadó szövetkezetet. Az államosítás után főkönyvelő, majd ügyvitelszervező lett. 1974-ben ment nyugdíjba, és elkezdte kiadni a népi mozgalom bibliográfiáit.

## Művei
- Magyar Élet (repertórium, 1978)
- Magyar Út (repertórium, 1978)
- Tiszántúl (repertórium, 1978)
- Mutató Németh László munkáihoz (Szeged, 1983)
- Szíj Rezső Bibliográfia (1987)
- Mutató Erdélyi József munkáihoz (Csorna, 1988)
- Szabó Dezső írásai (mutató, 1991)
- Németh László (Bibliográfia, 1992) (Kováts Zoltánnal)
- Kovács Imre (Bibliográfia, 1993)
- Kovách Aladár (Bibliográfia, 1994)
- Egy könyvkiadó emlékei (1994)
- Szabó Dezső (Bibliográfia, 1996) (Budai Balogh Sándorral);
- Szíj Rezső (Bibliográfia 1992–1995, 1996)
- Szíj Rezsőről (1997)
- Csurka István írásainak bibliográfiája - Az 1954 és 1996 között megjelent művek (1997)